# Marc Jacquet
Marc Constant Charles Jacquet (* 17. Februar 1913 in Mercy-le-Bas, Département Meurthe-et-Moselle; † 18. April 1983 in Paris) war ein französischer Politiker, der sowohl Mitglied der Nationalversammlung als auch des Senats sowie zwischen 1953 und 1954 Staatssekretär beim Premierminister und später von 1962 bis 1966 Minister für öffentliche Arbeiten und Verkehr war.

## Leben

### Zweiter Weltkrieg und Mitglied der Nationalversammlung
Jacquet begann nach dem Besuch des Gymnasiums von Nancy ein Studium der Rechtswissenschaften an der Universität von Paris, das er an der Christian-Albrechts-Universität zu Kiel fortsetzte. Er erwarb einen Doktor der Rechte und erhielt die anwaltliche Zulassung, ehe er 1939 nach Beginn des Zweiten Weltkrieges zum Militärdienst eingezogen wurde. Nach dem Waffenstillstand von Compiègne am 22. Juni 1940 schloss er sich der Widerstandsbewegung Résistance an und gründete das Netzwerk Hector. Zugleich kämpfte er für die Forces françaises libres (FFL) und war zum Kriegsende Hauptmann von deren Luftstreitkräfte.
Bei den Wahlen vom 2. Juni 1946 kandidierte Jacquet für die Sammlungsbewegung der republikanischen Linken RGR (Rassemblement des gauches républicaines) von Philippe Kieffer im Département Calvados, belegte aber mit 14.099 von 180.243 Stimmen mit dieser Liste dort lediglich den letzten Platz. 1947 schloss er sich der von Charles de Gaulle gegründeten Sammlungsbewegung des französischen Volkes RPF (Rassemblement du peuple français) an und war zunächst deren Generalsekretär in der Region Paris sowie ab 1949 Generaldelegierter der RPF für Landwirtschaft. Am 17. Juni 1951 wurde er für als Spitzenkandidat der RPF im Département Seine-et-Marne erstmals zum Mitglied der Nationalversammlung gewählt. Die Liste der RPF erhielt 54.316 von 200.464 und Jacquet wurde als einziger Kandidat der Liste im Département Seine-et-Marne zum Mitglied der Nationalversammlung gewählt. Zugleich wurde er 1951 Mitglied des Generalrates des Kanton Melun-Sud und gehörte diesem bis 1958 an. Während seiner Parlamentszugehörigkeit war er Mitglied der Ausschüsse für Finanzen, für Familien und für Nationale Verteidigung und wurde 1952 auch Mitglied der Gemeinsamen Versammlung der Europäischen Gemeinschaft für Kohle und Stahl (EGKS). Daneben war er zwischen 1953 und 1971 Bürgermeister von Barbizon.

### Staatssekretär und Minister
Am 28. Juni 1953 wurde Jacquet von Premierminister Joseph Laniel zum Staatssekretär beim Premierminister für die Beziehungen zu den Assoziierten Staaten (Secrétaire d’Etat à la Présidence du Conseil chargé des relations avec les Etats associés) berufen und bekleidete diesen Posten bis zum 30. Mai 1954. 1955 wurde er Mitglied der Kommission der EGKS für die Koordinierung der Atomenergie und nuklearen Forschung und war zudem zwischen 1955 und 1959 Präsident der Neuen Gesellschaft für die Bauindustrie (Société nouvelle pour l'industrie du bâtiment). Am 2. Januar 1956 sowie am 30. November 1958 wurde er im ersten Wahlkreis des Département Seine-et-Marne abermals zum Mitglied der Nationalversammlung gewählt und gehörte dieser bis zu seiner Wahlniederlage am 11. März 1973 an. 1961 wurde er ferner erster Präsident des Verwaltungsrates der Pariser Bezirke.
Jacquet war neben Raymond Triboulet, Gaston Palewski und Christian Fouchet einer der wenigen Kabinettsmitglieder der Vierten Republik, die auch in eine Regierung der Fünften Republik berufen wurde, als er am 28. November 1962 von Premierminister Georges Pompidou zum Minister für öffentliche Arbeiten und Verkehr (Ministre des Travaux publics et des Transports) in dessen zweites Kabinett berufen wurde, dem er bis zum 8. Januar 1966 angehörte. Während dieser Zeit erfolgte am 19. Juli 1965 die feierliche Eröffnung des Mont-Blanc-Tunnels. 1963 wurde er zudem auch wieder Mitglied des Generalrates des Kanton Melun-Sud, dem er nunmehr bis 1979 angehörte. 1969 wurde er als Nachfolger von Henri Rey Vorsitzender der Gruppe der Union zur Verteidigung der Republik UDR (Union pour la défense de la République) in der Nationalversammlung. 1971 übernahm er des Weiteren den Posten als Bürgermeister von Melun und hatte diesen bis zu seinem Tode inne. Ferner war er zwischen 1971 und 1978 Präsident der Nationalen Föderation der Düngemittelindustrie FNIE (Fédération nationale des industries des engrais).

### Senator
Im Juni 1977 wurde er Mitglied des Zentralkomitees der am 5. Dezember 1976 von Jacques Chirac gegründeten Sammlungsbewegung für die Republik RPR (Rassemblement pour la République). Am 25. September 1977 wurde Jacquet, der seit Juni 1976 auch Mitglied des Regionalrates der Île-de-France war, Mitglied des Senats, dem er bis zu seinem Tode am 18. April 1983 angehörte.  Er fungierte während seiner Senatszugehörigkeit von Oktober bis Dezember 1977 als Vizepräsident des Ausschusses für Verfassungsrecht, Gesetzgebung, Wahlrecht, Rechtsvorschriften und allgemeine Verwaltung (Commission des lois constitutionnelles, de législation, du suffrage universel, du Règlement et d'administration générale) und danach seit Dezember 1977 als Mitglied des Ausschusses für Finanzen, Haushaltskontrolle und Wirtschaftskonten der Republik (Commission des finances, du contrôle budgétaire et des comptes économiques de la Nation) sowie als Nachfolger von Pierre Carous zwischen Oktober 1978 und Oktober 1981 als Vorsitzender der Gruppe der RPR. Im November 1978 wurde er zum Mitglied in den Nationalrat für Hochschulbildung und Forschung CNESER (Conseil national de l’enseignement supérieur et de la recherche) berufen. Im Oktober 1981 wurde er Ehrenpräsident der RPR-Gruppe im Senat.